# Center Parcs

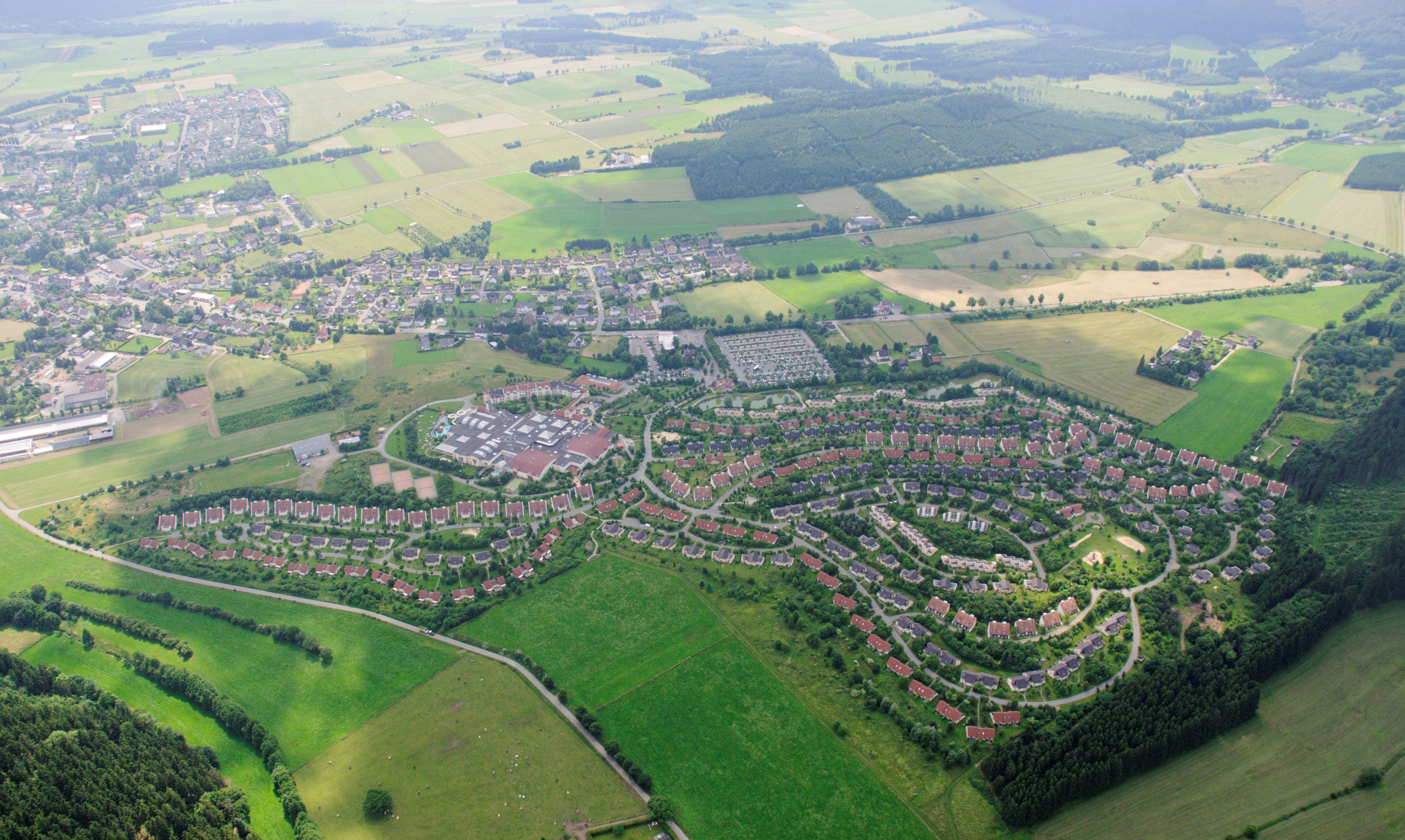
Center Parcs Hochsauerland aus der Luft

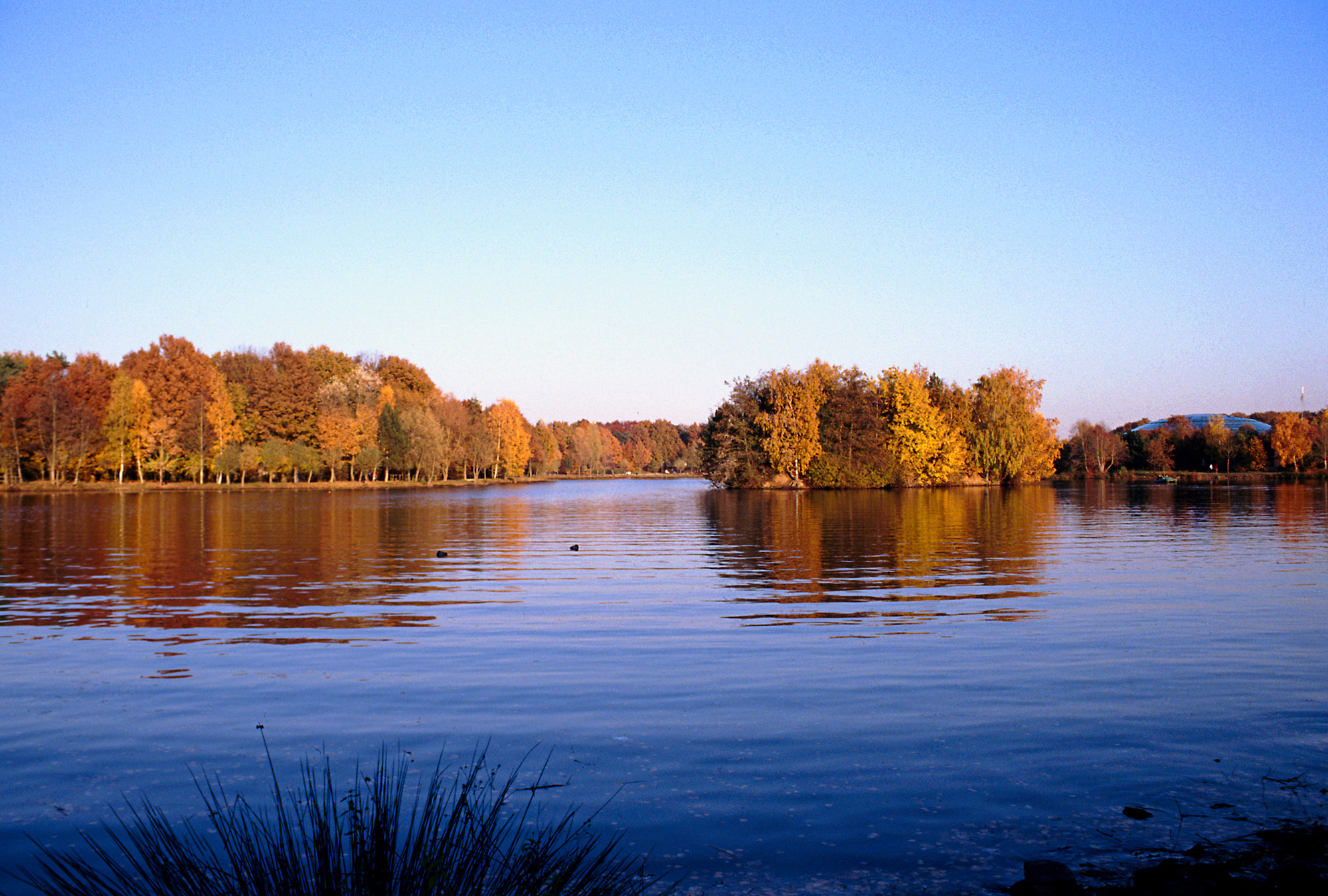
See im Center Parcs „Het Heijderbos“

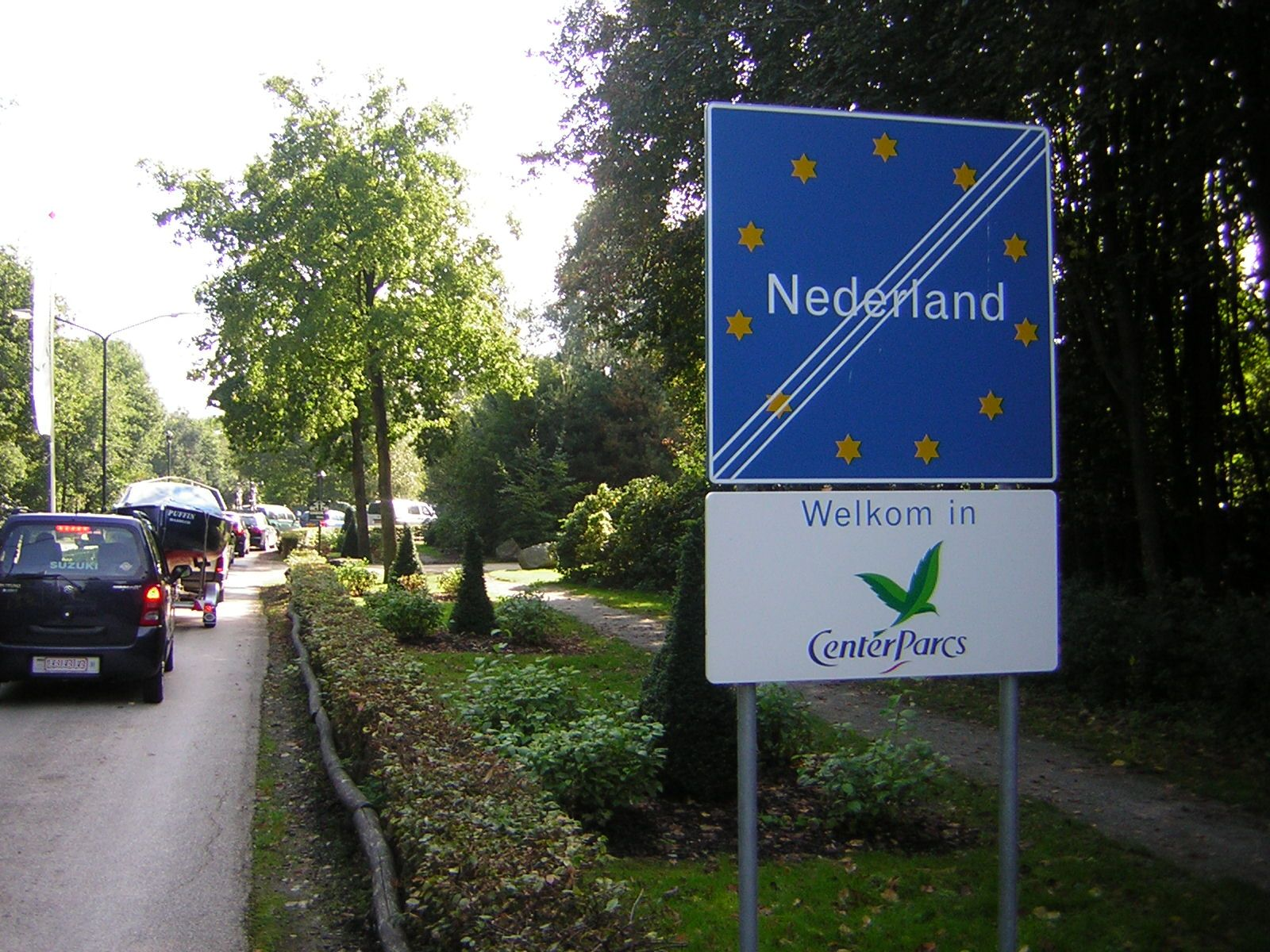
Typische Center-Parc-Zufahrt

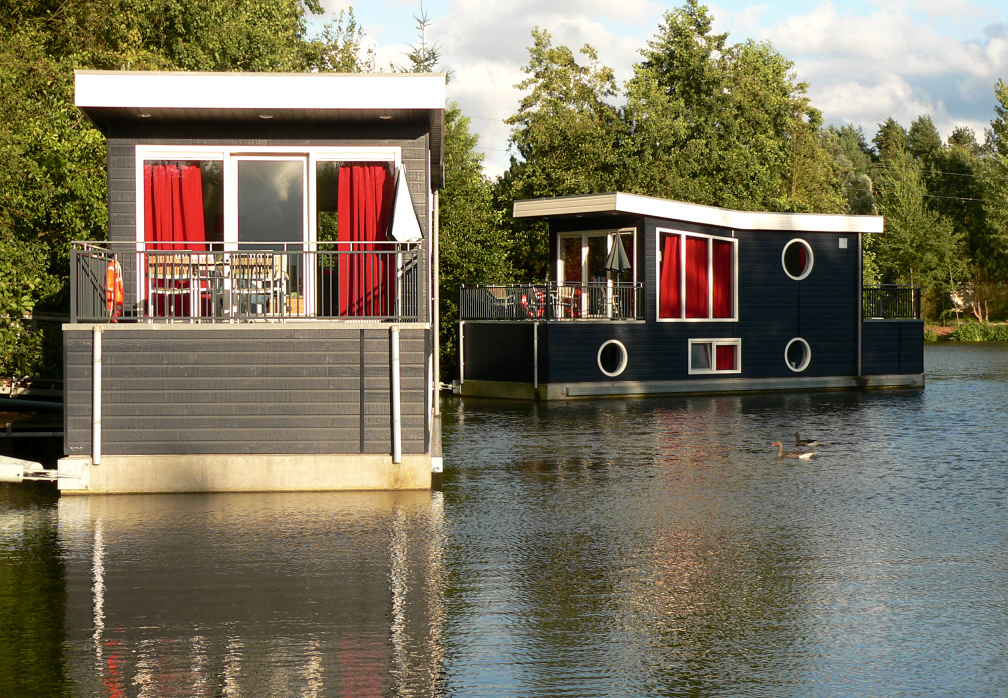
Hausboot-Bungalows in Bispingen

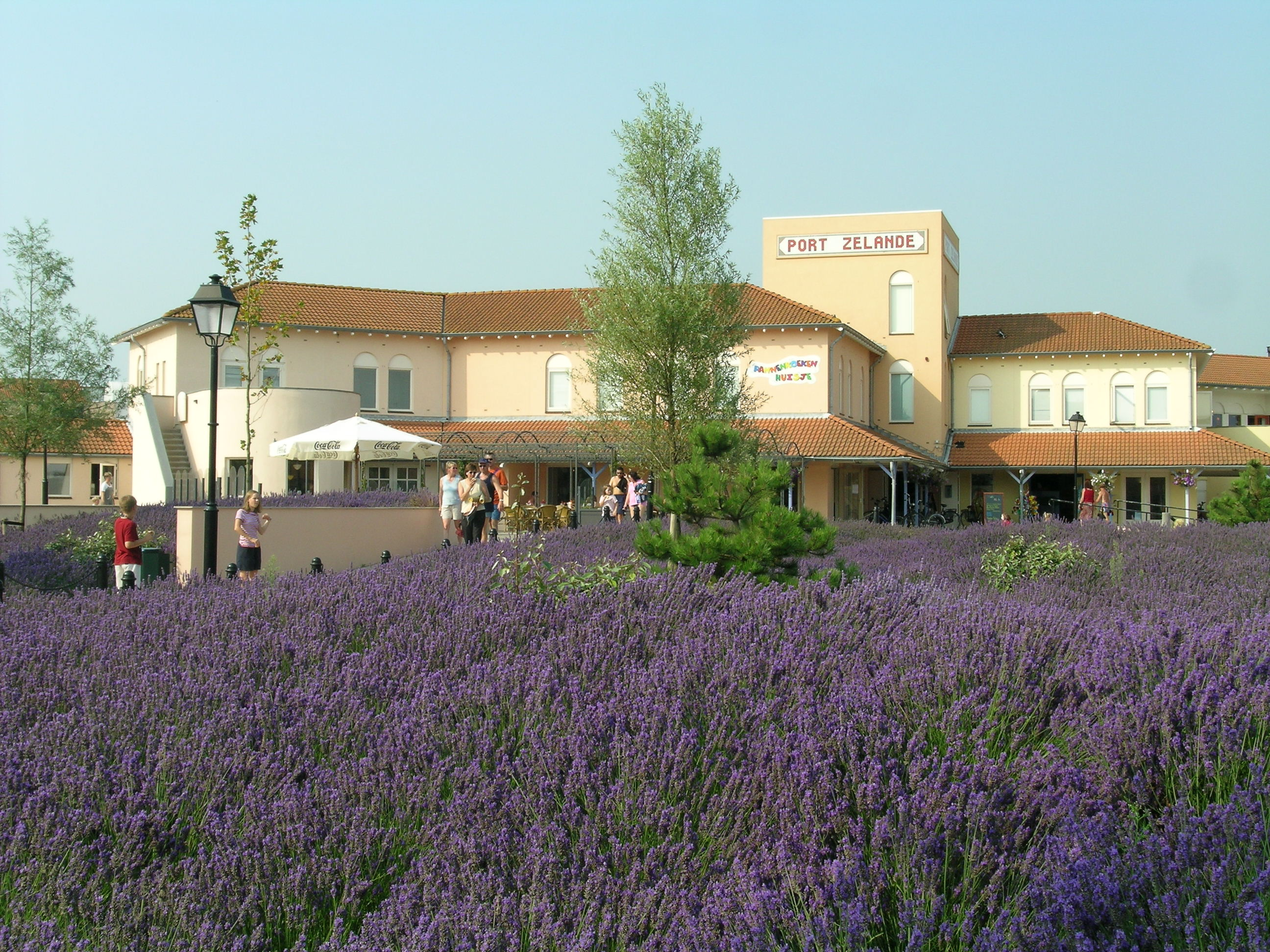
Port Zélande am Brouwersdam

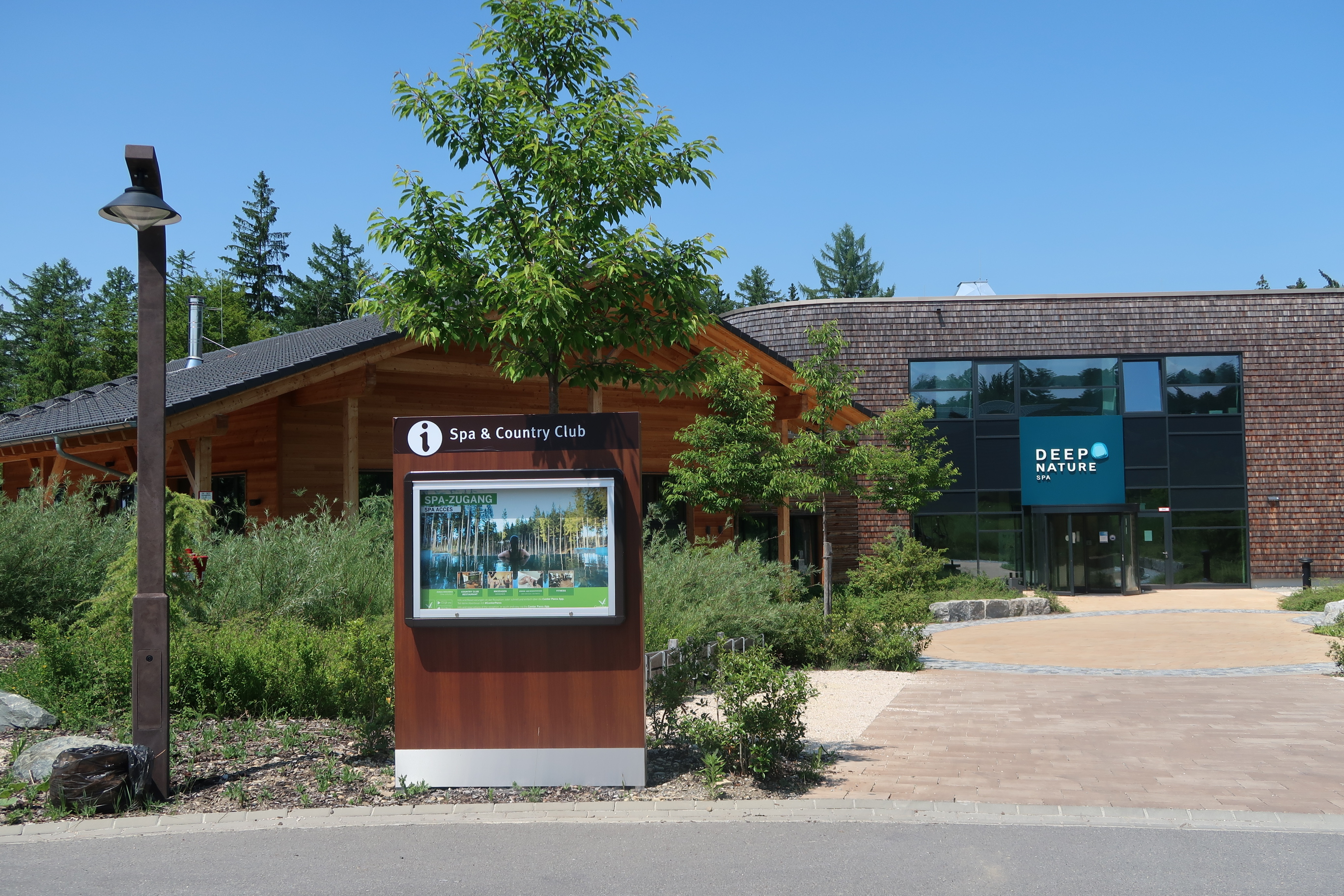
Spa & Country Club im Park Allgäu in Leutkirch

Center Parcs Europe N.V. besitzt und betreibt eine Kette von 27 Ferienparks in den Niederlanden, Belgien, Deutschland und Frankreich. Die Firma gehört zur französischen Kette Pierre et Vacances mit insgesamt 207.000 Betten und 1,4 Milliarden Euro Umsatz. Seit 2001 agieren davon unabhängig die Center Parcs UK and Ireland mit 6 Parks.

## Beschreibung
Die Parks sind Ansammlungen von meist in seenahen Waldgebieten angelegten Bungalows oder Ferienhäusern. Wie der Name Center Parcs andeutet, gibt es im Zentrum ein Erlebnisbad, eine Einkaufs- und eine Restaurantmeile. Einige Parks sind auch mit Hotels ausgestattet. Der Aufenthalt im Park beinhaltet den Eintritt für das Bad. Manche Parks haben eine zusätzliche Attraktion, darunter den so genannten Jungle Dome in Het Heijderbos, eine künstliche subtropische Landschaft unter einer Kuppel, und den Discovery Dome in De Vossemeren. In mehreren Parks gibt es ein umfangreiches Kinder-Spielzentrum namens Baluba.
Die Büros des Deutschland-Sitzes befinden sich in Köln.

## Geschichte

### Anfänge
Der niederländische Unternehmer Piet Derksen eröffnete 1953 ein Sportfachgeschäft namens Sporthuis Centrum in Rotterdam. Er expandierte auf 17 Filialen in den Niederlanden und erweiterte das Sortiment um Campingartikel. 1968 kaufte er ein Waldstück in der Nähe von Reuver, um daraus den Campingplatz De Lommerbergen nach dem Motto „Natur zum Anfassen“ zu machen. Der Platz war erfolgreich und die Zelte wurden schnell durch Bungalows ersetzt und 1971 um ein Erlebnisbad erweitert. 1978 verkaufte Derksen seine Sportgeschäfte, um sich ganz auf die Ferienparks zu konzentrieren.
1986 wurde Sporthuis Centrum mit der Eröffnung der Siedlung Het Heijderbos in Center Parcs umbenannt. Die Kette wuchs auf über zwanzig Parks an. Ein Jahr später eröffnete Center Parcs sein erstes britisches Resort Sherwood Forest in Nottinghamshire. Dies brachte das Unternehmen ins Visier der expandierenden Brauerei Scottish & Newcastle, welche die Gruppe 1989 aufkaufte.

### Center Parks UK
Im Jahr 2001 wollte sich die Brauerei Scottish & Newcastle auf ihr Kerngeschäft konzentrieren und die Center Parcs abstoßen. Dazu wurden die britischen Center Parcs abgetrennt und an die Risikokapitalgeber Deutsche Bank Capital Partners verkauft.
Im Dezember 2003 stimmte Mid Ocean dem Verkauf der Ferienanlagen im Vereinigten Königreich an Arbor Ltd. für 285 Millionen Pfund Sterling zu. Arbor Ltd. wurde gegründet, um Center Parcs UK an den Alternative Investment Market der Londoner Börse zu bringen. 2005 wurde die Notierung an der Hauptbörse aufgenommen.
Im Mai 2006 wurde die Center Parcs UK Group PLC für 1,1 Milliarden Pfund an die Blackstone Group verkauft und anschließend wieder als Privatunternehmen registriert. Im Rahmen einer separaten Transaktion erwarb Blackstone zur gleichen Zeit auch die Eigentumsrechte an den europäischen Standorten von Pierre et Vacances, was es ihnen ermöglichte, alle europäischen Standorte in Center Parcs umzubenennen. Im Juni 2015 stimmte Blackstone dem Verkauf des Unternehmens an die in Kanada ansässige Brookfield Properties Corporation für 2,4 Milliarden Pfund zu.
Im Jahr 2015 beschäftigte Center Parcs UK rund 7.500 Mitarbeiter und hatte zwei Millionen Gäste.

### Center Parks Europe
Die kontinentaleuropäischen Standorte wurden in Center Parcs Europe umbenannt und 2003 an ein Joint Venture aus der französischen Pierre et Vacances und der deutschen Investmentgruppe DBCP verkauft. Pierre et Vacances besaß vorher schon Gran Dorado Resorts, gemessen an der Bettenzahl Europas größten Bungalow-Ferienanbieter, welcher ein ehemaliges niederländisches Gemeinschaftsunternehmen von Vendex, Algemeen Burgerlijk Pensioenfonds, GAK und Philips Rentefonds war.
Center Parcs Europe hatte seinen Sitz in Rotterdam. Die niederländische und die Europäische Wettbewerbsbehörde lehnten den Zusammenschluss von Gran Dorado und Center Parcs ab, weil dadurch eine marktbeherrschende Stellung in Europa entstehen würde. Um die Zustimmung zu erhalten, verkaufte das Unternehmen alle Gran-Dorado-Resorts bis auf sechs an die niederländische Landal GreenParks, die restlichen sechs Parks wurden an Center Parcs angegliedert: Loohorst, Port Zelande, Zandvoort, Weerterbergen (alle in den Niederlanden), Hochsauerland und Heilbachsee (beide in Deutschland).
Nach dem Verkauf wurden 2004 fünf der sechs verbleibenden Parks von Gran-Dorado-Resorts umbenannt in Sea Spirit from Center Parcs an der Küste oder Free Life from Center Parcs im Inland. Das Weerterbergen-Resort wurde aufgrund der Kosten für die Anpassung an Roompot verkauft. Die ursprünglichen Center Parcs in den Niederlanden, Frankreich, Belgien und Deutschland wurden in Center Parks Original umbenannt.
Nach Abschluss der Integration kaufte Pierre & Vacances die Anteile von DBCP.
Im Dezember 2003 wurde der Ferienpark Nordsee Tropen Parc in Tossens von der Eurohypo gekauft und unter dem Namen Butjadinger Küste (heute: Park Nordseeküste) in die Kette integriert.

### Sunparks
Im Januar 2009 startete Sunparks in Europa als Low-Cost-Marke. Viele der ehemaligen Gran-Dorado-Resorts wurden in diesem Zuge umbenannt, aber die Untermarke wurde 2011 fallen gelassen und die Parks in Center Parcs umbenannt. Später startete Center Parcs aber einen neuen Versuch, um einige der einfacheren Parks unter der Marke Sunparks anzubieten. So wurden zum Beispiel Center Parcs Park Eifel umbenannt zu Sunparks Eifel und Center Parcs Nordseeküste wurde Sunparks Nordseeküste. Auch Park Zandvoort in den Niederlanden und Parc Sandur wechselten zu Sunparks. Dieses Experiment dauerte aber nur ein paar Jahre. Die Marke Sunparks war nicht stark genug, um ausreichende Buchungzahlen zu erreichen. Der nächste Schritt war dann diese Parks zu modernisieren und den Namen wieder in Center Parcs Park zu verwandeln.

## Unterkunft
Die klassischen Ferienunterkünfte bieten Platz für 2, 4, 6 oder 8 Personen. Gruppen wohnen in Unterkünften für bis zu 20 Personen.
Sie sind je nach Ausstattung eingeteilt in Comfort (einfach), Premium (mittelklassig) und VIP (höherklassig).
In der Kategorie „Premium“ gibt es bei der Ankunft bezogene Betten oder Handtücher.
Die „VIP“-Unterkünfte sind meist etwas geräumiger, es befinden sich eine Sauna (finnisch oder infrarot) sowie ein Whirlpool im Bad. Früher gab es zusätzlich eine kostenlose Tageszeitung, die aber zwischenzeitlich extra kostet. Ebenso wurde auch der morgendliche Lieferservice von Brötchen an den Bungalow aus dem VIP-Paket gestrichen. Dieser kann nun gegen Aufpreis dazu gebucht werden. 
In einigen Parks gibt es spezielle Bungalows mit Spielecke für Kinder. Spezielle und neue Unterkünfte wie Baumhäuser und Hausboote findet man zum Beispiel im Center Parc Bispinger Heide.

## Die Parks
Die Parks wurden vom Betreiber bis Anfang Januar 2023 mit 3, 4 oder 5 sogenannten Birdies in drei Preisklassen eingeteilt. Für Kinder gibt es Kindergärten und Freizeitgruppen.
Mit 4 Birdies bewertete Parks bieten mehr Abwechslung und ein erweitertes Sportangebot mit Tennis, Squash, Volleyball und Minigolf. Parks mit 5 Birdies haben das größte Angebot bis hin zum Tauchen. Einige Parks haben einen eigenen Reitstall, andere, die am Meer liegen, einen eigenen Segelhafen.

### Aktuelle Parks
| Park | Birdies (seit Januar 2023 nicht mehr vorhanden) | nächster Ort                | Region              | Eröffnet    | Übernommen  |
| Niederlande | Niederlande                                     | Niederlande                 | Niederlande         | Niederlande | Niederlande |
| --- | ----------------------------------------------- | --------------------------- | ------------------- | ----------- | ----------- |
| Het Meerdal | 4                                               | America                     | Limburg             | 1971        | –           |
| De Huttenheugte | 4                                               | Coevorden-Dalen             | Drenthe             | 1972        | –           |
| De Eemhof | 5                                               | Zeewolde                    | Flevoland           | 1980        | –           |
| De Kempervennen | 5                                               | Westerhoven                 | Noord-Brabant       | 1983        | –           |
| Het Heijderbos | 5                                               | Heijen                      | Limburg             | 1986        | –           |
| Limburgse Peel* | 3                                               | America                     | Limburg             | 1980        | 2001        |
| Park Zandvoort | 3                                               | Zandvoort                   | Noord-Holland       | 1989        | 2001        |
| Port Zélande | 4                                               | Ouddorp                     | Zuid-Holland        | 1990        | 2001        |
| Parc Sandur | 3                                               | Emmen                       | Drenthe             | 1999        | 2011        |
| Belgien |                                                 |                             |                     |             |             |
| Erperheide | 4                                               | Peer                        | Limburg             | 1981        | –           |
| De Vossemeren | 5                                               | Lommel                      | Limburg             | 1987        | –           |
| Park De Haan | 4                                               | De Haan                     | Westflandern        | 1988        | 2019        |
| Les Ardennes | 3                                               | Vielsalm                    | Luxemburg           | 1992        | 2017        |
| Terhills |                                                 | Dilsen-Stokkem, Hoge Kempen | Limburg             | 2021        | –           |
| Deutschland |                                                 |                             |                     |             |             |
| Park Eifel | 3                                               | Gunderath                   | Rheinland-Pfalz     | 1979        | 2001        |
| Park Nordseeküste | 3                                               | Tossens                     | Niedersachsen       | 1992        | 2001        |
| Park Hochsauerland | 4                                               | Medebach                    | Nordrhein-Westfalen | 1994        | 2001        |
| Bispinger Heide | 5                                               | Bispingen                   | Niedersachsen       | 1995        | –           |
| Park Bostalsee | 4                                               | Bosen                       | Saarland            | 2013        | –           |
| Park Allgäu | 5                                               | Leutkirch im Allgäu         | Baden-Württemberg   | 2018        | –           |
| Frankreich |                                                 |                             |                     |             |             |
| Les Bois-Francs | 5                                               | Verneuil-sur-Avre           | Normandie           | 1988        | –           |
| Les Hauts de Bruyères | 5                                               | Chaumont-sur-Tharonne       | Centre-Val de Loire | 1993        | –           |
| Le Lac d’Ailette | 5                                               | Chamouille                  | Hauts-de-France     | 2007        | –           |
| Les Trois Forêts | 5                                               | Hattigny/Bertrambois        | Grand Est           | 2010        | –           |
| Le Bois aux Daims | 5                                               | Loudun                      | Nouvelle-Aquitaine  | 2015        | –           |
| Villages Nature Paris | 5                                               | Paris                       | Île-de-France       | 2017        | –           |
| Les Landes de Gascogne | 5                                               | Pindères, Casteljaloux      | Nouvelle-Aquitaine  | 2022        | –           |
| Vereinigtes Königreich und Irland (Center Parcs UK and Ireland)                                                                               |                                                 |                             |                     |             |             |
| Sherwood Forest | –                                               | Mansfield, Newark-on-Trent  | Nottinghamshire     | 1987        | –           |
| Elveden Forest | –                                               | Brandon, Thetford           | Suffolk             | 1989        | –**         |
| Longleat Forest | –                                               | Warminster                  | Wiltshire           | 1994        | –           |
| Oasis Whinfell Forest | –                                               | Penrith                     | Cumbria             | 1996        | 2001***     |
| Woburn Forest | –                                               | Bedford, Woburn Sands       | Bedfordshire        | 2014        | –           |
| Longford Forest | –                                               | Longford                    | County Longford     | 2019        | –           |
| * ehemals Park Loohorst ** Zwischen 2002 und 2003 nach einem großen Feuer geschlossen *** 1996 gebaut und betrieben von der Rank Organisation |                                                 |                             |                     |             |             |

### Geplante oder in Bau befindliche Parks
| Park        | Ort               | Region                 | geplante Eröffnung                    |
| ----------- | ----------------- | ---------------------- | ------------------------------------- |
| Brombachsee | Langlau           | Bayern                 | Plan nach Bürgerentscheid abgebrochen |
| Pütnitz     | Ribnitz-Damgarten | Mecklenburg-Vorpommern | 2026                                  |
| Nordborg    | Nordborg          | Dänemark               | 2025                                  |

### Ehemalige Parks
Ehemalige Parks in den Niederlanden, heute Eigentum und Teil der Kette Landal Greenparks:
| Park            | Ort      | Region        | Eröffnet | Verkauft |
| --------------- | -------- | ------------- | -------- | -------- |
| De Lommerbergen | Reuver   | Limburg       | 1968     | 1996     |
| Het Vennenbos   | Hapert   | Noord-Brabant | 1970     | 1994     |
| De Berkenhorst  | Kootwijk | Gelderland    | 1975     | 1990     |

## Kritik
In Bayern gab es immer wieder geplante Projekte, die nach Widerstand abgesagt wurden, so am Igelsbachsee, 2009 am Dennenloher See., 2021 am Brombachsee